# Élections législatives portugaises de 1900
Les élections législatives portugaises de 1900 se tiennent le 25 novembre 1900, afin d'élire les 138 membres du parlement. Le Parti régénérateur remporte la majorité absolue que détenait jusque-là le Parti progressiste.

## Résultats
| Parti                  | Sièges | Évolution |
| ---------------------- | ------ | --------- |
| Parti régénérateur     | 104    | +65       |
| Parti progressiste     | 28     | -63       |
| Divers et indépendants | 6      | -2        |
| Total                  | 138    |           |

## Sources
- Nohlen, D & Stöver, P (2010) Elections in Europe: A data handbook, p. 1541.